# PSNR
Pojem PSNR izhaja iz angleškega tehničnega izraza peak signal-to-noise ratio, kar pomeni razmerje maksimalne vrednosti signala napram šumu, ki izvorni signal popači. Ker ima večina signalov širok dinamičen razpon, PSNR običajno izrazimo v decibelni logaritemski skali.
PSNR je pogosto uporabljen kot merilo za kvaliteto rekosntrukcije pri algoritmih stiskanja z izgubami (npr. stiskanje rastrskih slik). Signal je v tem primeru originalni podatek, šum pa predstavlja napako, ki se vnese s kompresijo. Predpostavljamo da kvaliteto kompresije ocenjujemo s stališča človeškega vida. V tem primeru je lahko ena rekonstrukcija boljša od druge čeprav ima nižji PSNR. Če ima kompresija večji PSNR, sklepamo da je boljše kvalitete. Zato moramo biti previdni ko primerjamo rezultate s pomočjo PSNR metrike. Primerno jo je uporabiti samo ko primerjamo enake postopke kompresije nad enakimi izvornimi podatki.
Najlažje jo je definirati s povprečno kvadratno napako (angleško mean squared error ali MSE), ki je za dve m×n sivinski sliki I in K, kjer je ena original druga pa približek z vnesenim šumom definirana kot:
{\displaystyle {\mathit {MSE}}={\frac {1}{m\,n}}\sum _{i=0}^{m-1}\sum _{j=0}^{n-1}[I(i,j)-K(i,j)]^{2}}
PSNR je definiran kot:
{\displaystyle {\begin{aligned}{\mathit {PSNR}}&=10\cdot \log _{10}\left({\frac {{\mathit {MAX}}_{I}^{2}}{\mathit {MSE}}}\right)\\&=20\cdot \log _{10}\left({\frac {{\mathit {MAX}}_{I}}{\sqrt {\mathit {MSE}}}}\right)\end{aligned}}}
MAXI je največja možna vrednost enega piksla. Ko so piksli predstavljeni z osmimi biti je ta vrednost 255. Bolj splošno, ko so vzorci predstavljeni z N biti, je MAXI izražen z 2N−1. Za barvne slike s tremi komponentami RGB je definicija PSNR enaka, le da je MSE deljen z ločljivostjo slike ter 3. Pri barvnih slikah lahko PSNR izračunamo napram vsakemu barvnemu kanalu posebej na primer YcbCr ali HSL.
Tipične vrednosti za PSNR z izgubnim slikovnim in video kompresiranjem je med 30 in 50 dB. Kjer večja vrednost pomeni boljšo kvaliteto. Sprejemljive vrednosti PSNR za brezžičen prenos so nekje okrog 20 dB do 25 dB. Ko sta dve sliki identični je MSE nič. Iz tega sledi, da je PSNR nedefiniran (glej deljenje z nič). 